# Регрессия (социология)
Статистическая регрессия — частный случай ошибки селекции, когда группы отбираются на основе крайних показателей.
«Эффекты статистической регрессии означают дрейф крайних, отличающихся от остальных, оценок в сторону средней величины. Известно, что люди, склонные выражать восторженные или, наоборот, крайне негативные позиции, более других подвержены изменениям. Разница в результатах претеста и посттеста может быть следствием именно этого временного дрейфа, а не, скажем, показанной респондентам рекламы».